# تل‌استار (کنسول بازی)
تل‌استار (به انگلیسی: Telstar) نام یکی از کنسول‌های مربوط به نسل اول بازی‌های رایانه‌ای است که در سال ۱۹۷۶ میلادی، توسط شرکت کولکو طراحی و عرضه شد. از این کنسول ۱۴ مدل مختلف عرضه شد که جمعاً تمام مدل‌های آن فروشی بیشتر از ۱ میلیون واحد داشتند.